# Mérkvállaj
Mérkvállaj Szabolcs-Szatmár megyei község 1950-ben jött létre Mérk és Vállaj községek egyesítésével. 1955-ben felbomlott, egyidejűleg Mérk területéből önálló községgé alakult Tiborszállás is.